# Joaquim Navarro i Perona
Joaquim Navarro i Perona (Gavà, 2 d'agost de 1921 - Barbastre, 5 de novembre de 2002), també conegut com a Navarro I, fou un futbolista català dels anys 1940 i 1950. Va ser internacional amb la selecció catalana i amb la selecció espanyola.

## Trajectòria
La seva posició era la de lateral dret. Començà al CF Gavà i al Barcelona Aficionats. La temporada 1941-1942 defensà els colors del FC Barcelona però no acabà d'assentar-se al club, contràriament al que succeí amb el seu germà Alfons Navarro II. La següent temporada ingressà al CE Sabadell, club on jugà fins a la temporada 1948-1949. Al club del Vallès va créixer com a futbolista i aconseguí l'ascens a primera divisió, fet que va fer que el Reial Madrid es fixés en ell. Al club blanc jugà vuit temporades més abans de retirar-se definitivament a l'edat de 36 anys. Al Madrid diputà 272 partits totals i guanyà tres lligues, dues Copes d'Europa i dues Copes Llatines com a títols més destacats.
Disputà cinc partits amb la selecció espanyola, el primer a Madrid el 7 de desembre de 1952 amb derrota davant l'Argentina (0-1) i el darrer el 12 de juliol de 1953 a Santiago de Xile amb victòria per 1 a 2 enfront Xile. Disputà un partit amb la selecció de Catalunya el 19 d'octubre de 1947 a l'estadi de Sarrià en el qual Catalunya vencé Espanya per 3 gols a 1.
Navarro fou el primer jugador català (i espanyol) que jugà amb la samarreta de la selecció del Món sota convocatòria per la FIFA. Fou l'any 1953. Per aquest motiu, endavant fou conegut amb el sobrenom del fifo.

## Palmarès
FC Barcelona
- Copa d'Espanya: 1
  - 1941-42

Reial Madrid
- Copa d'Europa: 2
  - 1955-56, 1956-57
- Copa Llatina: 2
  - 1954-55, 1956-57
- Lliga d'Espanya: 3
  - 1953-54, 1955-56, 1956-57
- Petita Copa del Món: 2
  - 1952, 1956